# Germán Lux
Germán Darío Lux (Carcarañá, 1982. június 7. –) argentin labdarúgó, kapus. Jelenleg a River Plate csapatában játszik, valamint az argentin labdarúgó-válogatottban. Idősebb testvére, Javier szintén labdarúgó volt.

## Pályafutása
2001-ben debütált az argentin első osztályban, a River Plate színeiben, Nem sokkal ezután a csapat első számú kapusa lett. 2006-ban Juan Pablo Carrizo kiszorította a kapuból. 2007-ben a Mallorca csapatához igazolt. 2009. januárjától Dudu Aouate érkezése miatt második számú kapusként számítottak rá, szinte csak a Spanyol Kupában védett. 2011-ben a Deportivo La Coruna csapatához igazolt, itt 71 meccsen játszott. 2017. június 26-án visszatért a River Plate-be, ahol hároméves szerződést írt alá.

## A válogatottban
2004-ben olimpiai bajnoki címet nyert, a 6 meccsből egyiken sem kapott gólt. Az argentin válogatottban 6 alkalommal lépett pályára, részt vett a 2005-ös Konföderációs Kupán.

## Sikerei
- Argentin bajnok: 2002 Clausura, 2004 Clausura

- U-20-as világbajnok: 2001

- Olimpiai bajnok: 2004